# Гремяцкий, Михаил Валерьевич
Михаил Валерьевич Гремяцкий (9 января 1968) — советский и российский футболист. Играл на позиции защитника.

## Карьера
В 1985 году попал в заявку московского «Торпедо», однако вскоре перешёл в СК ЭШВСМ. С 1989 по 1990 годы играл за столичный «Локомотив», за который провёл несколько матчей в Кубке Федерации. Далее выступал за владикавказский «Спартак». В 1991 году перешёл в «Асмарал». После Распада СССР клуб получил право выступать в высшей российской лиге, за который Гремяцкий дебютировал 23 апреля 1992 года в домашнем матче 5-го тура против нижегородского «Локомотива», проведя 90 минут и получив жёлтую карточку. Далее полгода играл в ЦСКА, откуда перешёл в шведский «Браге». В 1995 году играл за смоленский «ЦСК ВВС Кристалл». Далее выступал за омский «Иртыш» и «Орехово-Зуево». Карьеру завершил в 1997 году в «Энергии» Чайковский.